# 趙廣
趙廣（?年—263年），常山真定（今河北省正定縣）人。三國時蜀漢中護軍、征南將軍趙雲的次子。其兄為趙統。

## 生平
《三国志·蜀书六·赵云传》：次子广，牙门将，随姜维沓中，临陣战死。
建興七年（229年），父親趙雲逝世後，兄長趙統襲爵為永昌亭侯，官至虎賁中郎督，行領軍。趙廣為牙門將，其後隨同姜維北伐、於沓中前線戰死。但由於姜維多次在沓中作戰，並沒有趙廣是哪一次戰死的確切說法。

## 《三國演義》中的趙廣
在《三國演義》中，趙廣與其兄趙統在第二次北伐前向丞相諸葛亮報告父親趙雲的死訊，其後諸葛亮命令兄弟二人入成都向後主劉禪報喪，後被劉禪任命為牙門將，防守趙雲的墓地。

## 漫畫
- 《火鳳燎原》（陳某）：於周瑜亡命篇中登場，以「燎原廣」之名登場。設為燎原火之義子，並同樣擅於暗器苦無，但與燎原火不同之處是能感受痛楚。為新一代殘兵成員之一，和同組織成員郭淮、王雙、黃皓情同手足。在挾持祖郎退兵郤遇上周瑜，在行刺周瑜失敗後，為了避禍在郭淮的安排下和黃皓被帶去南方。